# ジッピー・プロダクション
株式会社ジッピー・プロダクション（英: ZIPPY PRODUCTION, INC.）は、テレビ番組の企画・制作を行う制作プロダクションである。
東京都渋谷区恵比寿一丁目に本社を置く。

## 概要
社名『Zippy（ジッピー）』とは英語で「元気がある」「活発な」などという意味。
創設者は前代表取締役社長の松永通之で、大学卒業後には繊維会社に勤めたが、1971年に円谷プロダクションの関連会社「円谷エンタープライズ」の映像制作会社に転職。1979年、同社時代の仲間と番組の制作配給会社を設立し、1985年に制作部門から派生して会社を設立した。
同社の旗揚げには、1979年から松永のアシスタントプロデューサーを務めた林えり子とテレテック（制作＆技術会社）に在籍していた杉村和彦が参加した。

## 役員
2019年現在
- 代表取締役 : 渡邊宏
- 取締役 : 北條とも子、本橋由美子
- 執行役員 : 桑原慶介、千葉龍

## 主な制作作品

### ドラマ・映画
- 現代に甦った闇の死置人 あなたの怨み晴らします（日本テレビ系列　2007年1月）

## 備考
- 創設者の松永通之は後に、アダルト専門チャンネル運営会社「パラダイステレビ」を設立した。